# A5518SA
A5518SA（えー ごーごーいちはち えすえー）は、鳥取三洋電機（現・三洋テクノソリューションズ鳥取）が開発し、KDDIおよび沖縄セルラー電話の各auブランドで販売されていたCDMA 1Xの携帯電話である。

## 特徴
デザインテーマは“Reset”。「明白でわかりやすい」をコンセプトに、シンプルなスタイリングのベーシックデザインを目指した。2006（平成18）年7月にはカメラを必要としないユーザー向けにカメラなしモデルのA5518SA Z（えー ごーごーいちはち えすえー ぜっと）が発売された。

## 対応サービス
- Hello Messenger（A5518SA Zは除く）
- EZナビウォーク（声で入力機能対応）
- ティーンズモード（A5518SA Zは除く）
- とじるとロック／遠隔オートロック